# リビア (マサチューセッツ州)
リビア（英: Revere）は、アメリカ合衆国マサチューセッツ州サフォーク郡にある都市。人口は6万2186人（2020年）。ボストンの北東8kmに位置している。アメリカ独立戦争時の愛国者ポール・リビアにちなんで名付けられた。
リビア市の南はボストン、ウィンスロップ、チェルシーに、西はエバレットとモールデンに、北はソーガスとリンに、東は大西洋に接している。

## 歴史

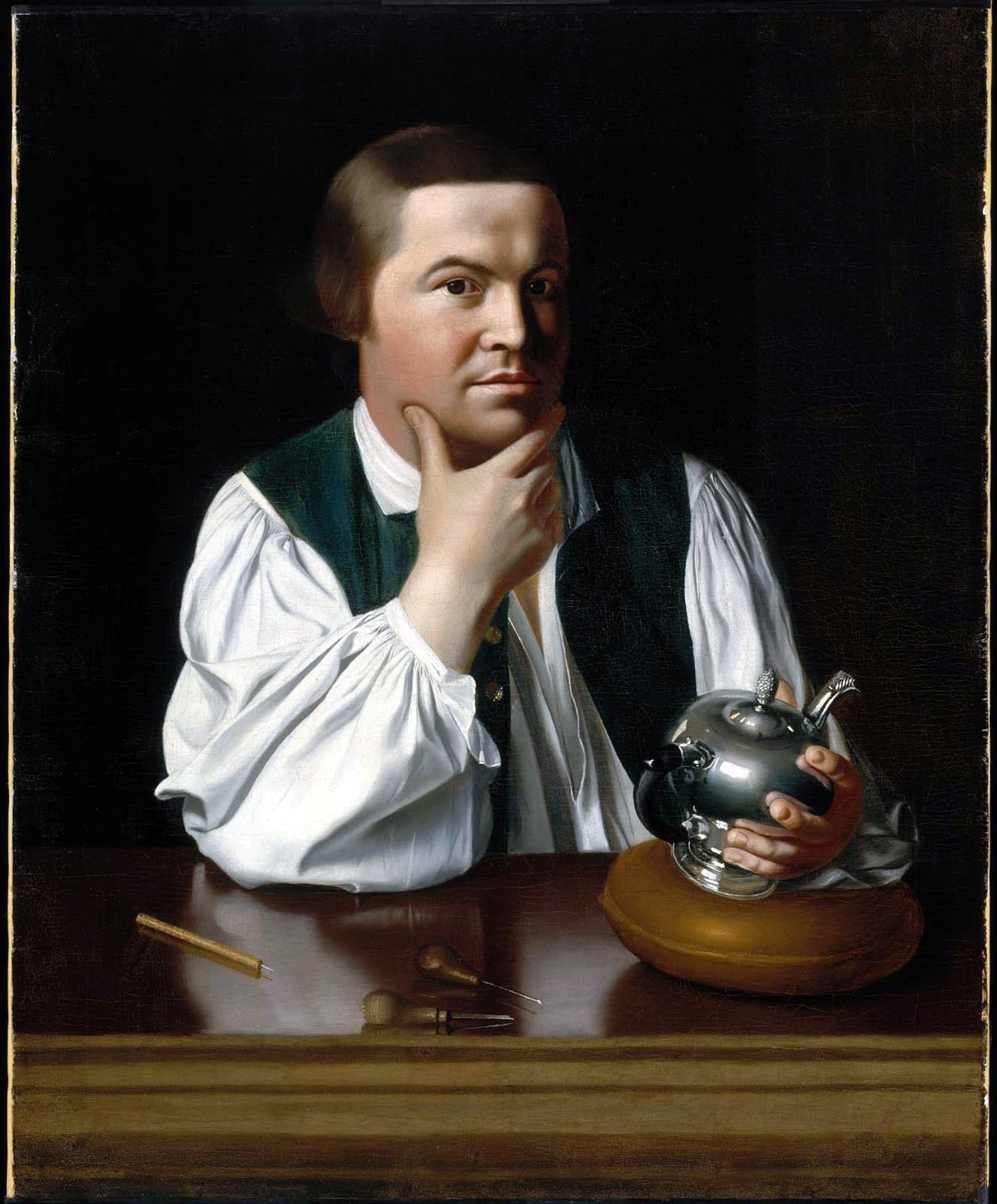
ポール・リビアの肖像画、 ジョン・シングルトン・コプリー画

リビアとなった地域に住んでいたのはポータケット族に属するインディアンであり、ラムニーマーシュ・インディアンと呼ばれた。ポータケット族の酋長はリンのナニパシェメットだった。1616年、疫病、おそらくは天然痘が地域を席巻し、数多くの者が死んだ。ナニパシェメットはメリマック川の現在ではメドフォード市に隠棲したが、1619年に川を見下ろすロックヒルの端にあったその砦で殺されているのが見つかった。その後は3人の息子が継いだ。その1人、ウォノハカハム、別名サガモア・ジョンがウィニセミット（後のチェルシー市）とラムニーマーシュにいるインディアンを支配していた。
インディアンは、広大でまだ探検されてもいない原野に関する知識があり、開拓者が生き残るために苦闘しているのを助けた。フィリップ王戦争のとき、友好的なインディアンが現在のディア島に置かれ、その多くが死に絶えた。島に残ったインディアンの中には、開拓者が他の戦争を仕掛けて来る部族を倒すのを助けた者もいた。
ラムニーマーシュは当初、ボストン市の著名な市民21人に分けられ、与えられていた。1639年までに当初の区割りが7つの大きな農園に統合された。ウィニセミット、特にラムニーマーシュでは農業が主たる産業だった。1634年9月25日、ラムニーマーシュはボストン市に併合された。ボストン市はその4年前にボストンという名前が付けられたばかりだった。ウィニセミットとプレンポイント（後にウィンスロップと呼ばれるようになった）もボストン市に併合された。1614年ウィニセミット渡し場からラムニーマーシュを通ってオールド・セイラムまで、北アメリカでは最初の郡道が通った。
1739年、ラムニーマーシュ、ウィニセミット、プレンポイントがボストンから分かれ、チェルシーの町として設立された。この3つの中で最大のラムニーマーシュ（あるいはノースチェルシー）がタウンセンターに選定された。
1775年、アメリカ独立戦争ではラムニーマーシュやその他の場所で最初の海軍を巻き込む戦闘がおこり、一つの役割を果たした。
1852年、ノースチェルシーからプレンポイントが分離し、ウィンスロップの町となった。同年、チェルシーが単独の市となった。1871年、ノースチェルシーが独立戦争の愛国者ポール・リビアにちなみその名前をリビアと改名した。リビアは1818年に死んでいた。
2014年7月28日朝、改良藤田スケール"EF2"の竜巻がチェルシーで発生し、リビア市に入ったときに強くなり、リビア市役所など多くの建物に大きな被害を与えた。損傷を受けた自動車、停電、垂れ下がった電線、倒木などがリビア、チェルシー、ウィンスロップ、ボストンの周辺で報告された。アメリカ国立気象局が1950年に記録を取り始めてから、サフォーク郡を襲った初の竜巻だった。

## 人口動態
以下は2010年国勢調査による人口統計データである。
基礎データ
- 人口: 51,755 人

人種別人口構成
- 白人: 62.4%
- アフリカン・アメリカン: 4.9%
- ネイティブ・アメリカン: 0.4%
- アジア人: 5.6%
- 太平洋諸島系: 0.025%
- その他の人種: 11.7%
- 混血: 3.3%
- ヒスパニック・ラテン系: 24.4%
  - エルサルバドル系: 5.8%
  - コロンビア系: 4.9%
  - プエルトリコ系: 3.7%
  - メキシコ系: 1.9%
  - グアテマラ系: 1.5%
  - ドミニカ系: 1.3%

以下は2000年国勢調査による人口統計データである。
| 基礎データ - 人口: 47,283 人 - 世帯数: 19,463 世帯 - 家族数: 11,872 家族 - 人口密度: 3,089.0人/km2（7,994.2 人/mi2） - 住居数: 20,181 軒 - 住居密度: 1,318.4軒/km2（3,412.0軒/mi2） 年齢別人口構成 - 18歳未満: 21% - 18-24歳: 7.9% - 25-44歳: 32.6% - 45-64歳: 21.8% - 65歳以上: 16.6% - 年齢の中央値: 38歳 - 性比（女性100人あたり男性の人口） - 総人口: 93.6 - 18歳以上: 89.9 | 世帯と家族（対世帯数） - 18歳未満の子供がいる: 25.5% - 結婚・同居している夫婦: 41.8% - 未婚・離婚・死別女性が世帯主: 13.9% - 非家族世帯: 39% - 単身世帯: 32.7% - 65歳以上の老人1人暮らし: 12.4% - 平均構成人数 - 世帯: 2.41人 - 家族: 3.09人 収入と家計 - 収入の中央値 - 世帯: 37,067米ドル - 家族: 45,865米ドル - 性別 - 男性: 36,881米ドル - 女性: 31,300米ドル - 人口1人あたり収入: 19,698米ドル - 貧困線以下 - 対人口: 14.6% - 対家族数: 11.9% - 18歳未満: 20.4% - 65歳以上: 10.4% |

### 外国生まれの住人
2010年次点で、リビア住民の27%はアメリカ合衆国の国外で生まれていた。その多くはアジア、ヨーロッパ、ラテンアメリカの出身だった。この数字は1990年の数字の2倍だった。

## 見どころ

### リビアビーチ

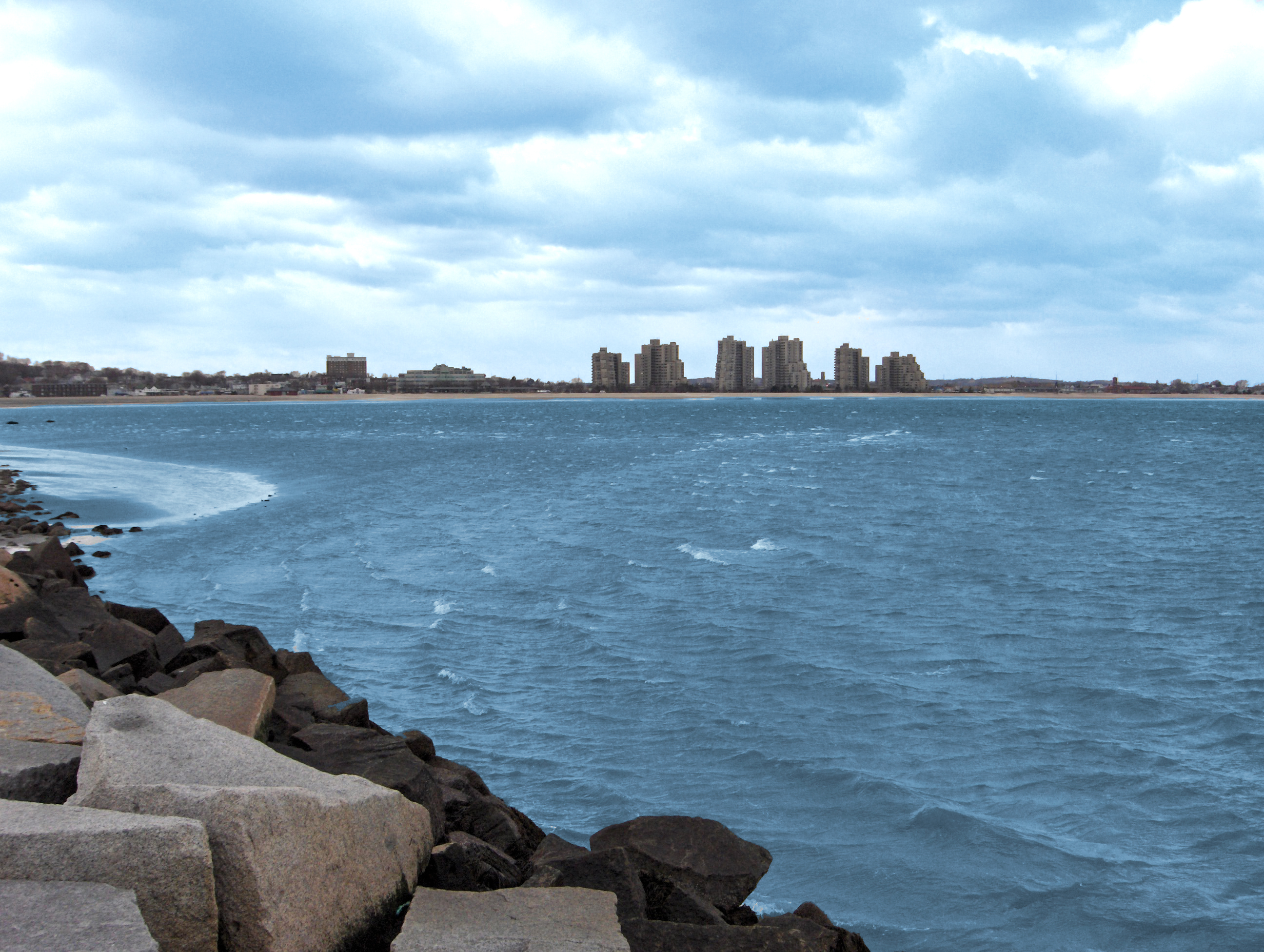
リビアビーチ（2006年）

リビアビーチはアメリカ合衆国最古の公共海浜である。かなり活発なビーチフロント地区である。その発端から「人民の海浜」であり、労働者階級や地域に入って来た移民が利用した。リビアビーチ保存歴史地区は、1998年にアメリカ合衆国国家歴史登録財に指定され、2003年にはリビア保存地全体となった。
この海浜は1950年代に衰退を始め、1970年代初めにはホンキートンク・バーと放棄されたビルの並びになっていた。1978年大風吹によって、残っていた企業、娯楽施設、パビリオン、側道、防潮堤の多くが破壊されたので、「旧」リビアビーチにとって最終死亡宣告になった。
この地域はかつて娯楽の乗り物やアトラクションの広範な並びがあった。ザ・ウィップ、観覧車、ブルーベアーズ・パレス、ファンハウス、ハーリーズ・ドッジェム、ザ・ピット、ヒマラヤ、ヒッポドローム、サンディズ、ワイルドハウス、バージニア・リールなどの設備があり、住民や観光客が何時間も楽しむことができた。最大の呼び物はアメリカ合衆国で最大のローラーコースターであるサイクロンだった。1925年に建設され、最高速度は50マイル/h (80 km/h)、最高高さは100フィート (30 m) だった。さらに2列並走式ローラーコースターのダービーレースは1911年から1936年の間に、何度か事故が起こり、死者や負傷者を出した。別のローラーコースターであるライトニングはハリー・トラバーの悪名高い「恐ろしき三つ揃い」の1つだった。さらにローラースケートのリンクが2面、ボウリング場2か所、多くの軽食屋台もあった。オーシャンビューやビーチビューなどダンスホールもあり、1930年代に流行したダンスマラソンが多く開催された。
1980年代、この海浜はマサチューセッツ州保存とレクリエーション省およびリビア市の再活性化努力の中心となり、1992年5月に再開された。現在は高層住宅、砂を入れ直した海浜、改修されたパビリオン、改装された大通りがある。1996年7月19日の週末にはリビアビーチのオープンから100周年を祝った。

### 歴史的な場所
リビア市にはアメリカ合衆国国家歴史登録財に指定されている場所が8か所ある。

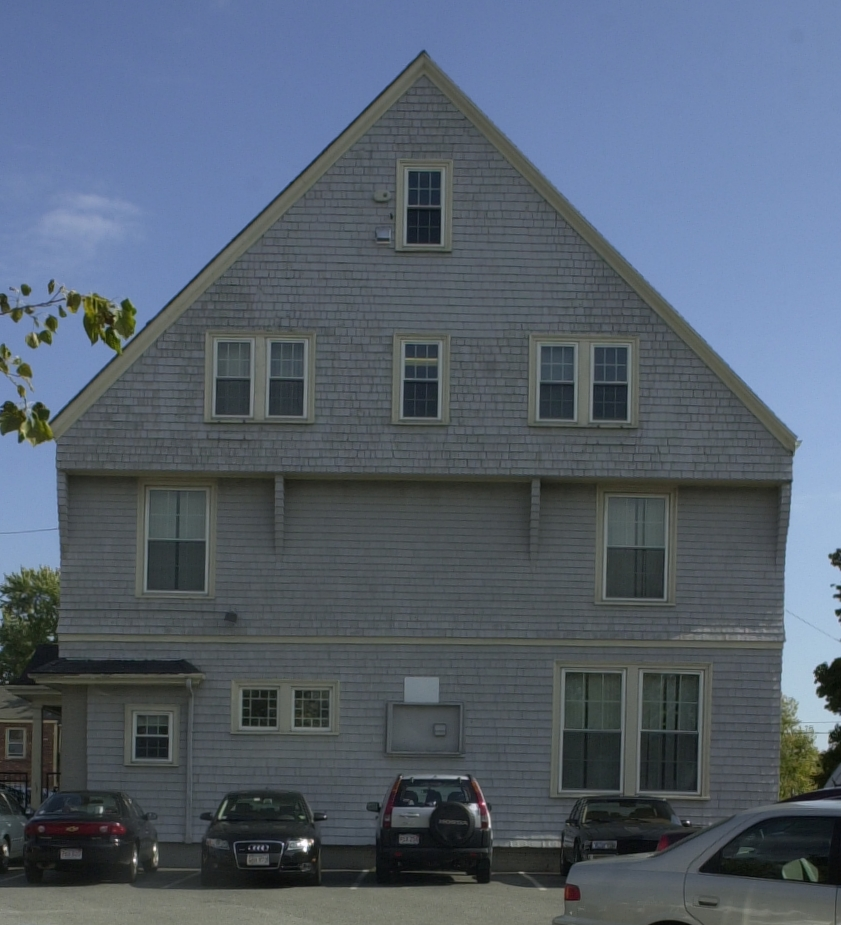
チャーチ・オブ・クライスト
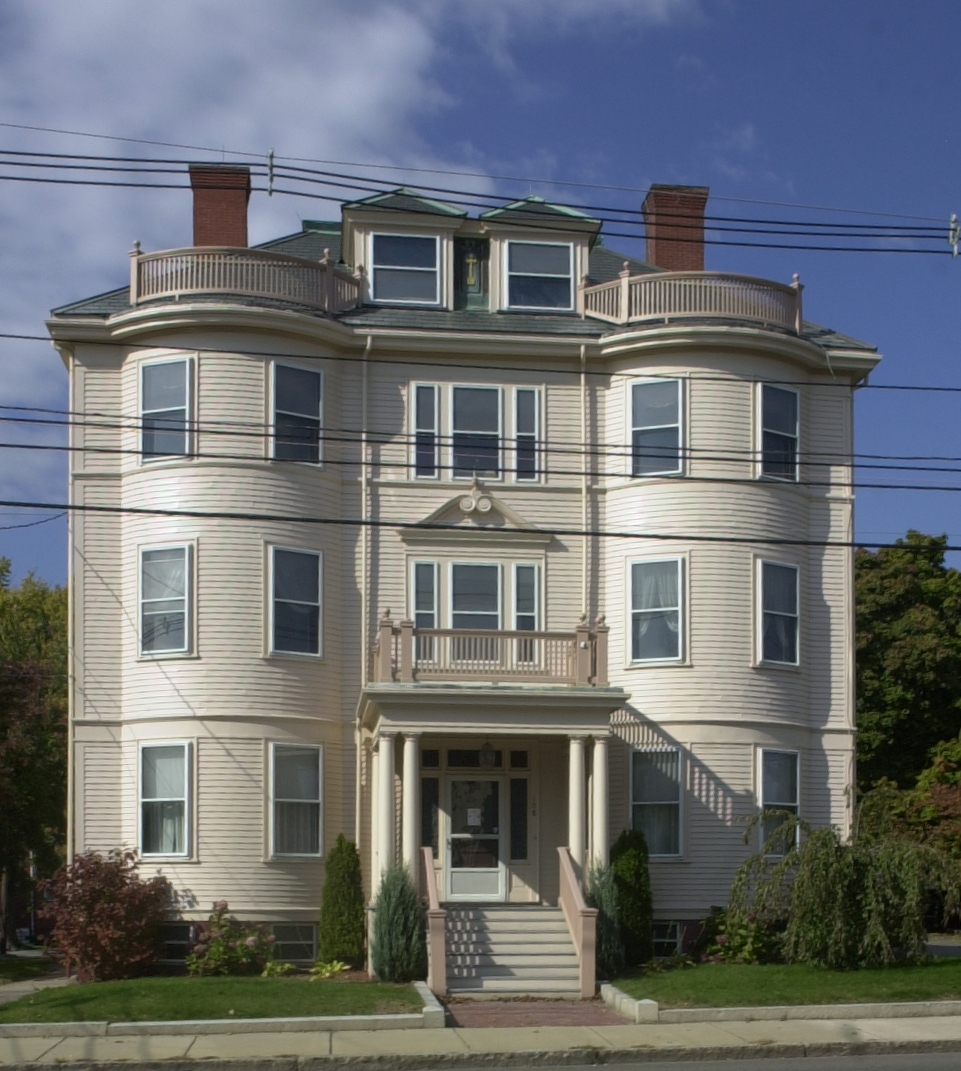
イマキュレイト・コンセプション司祭館
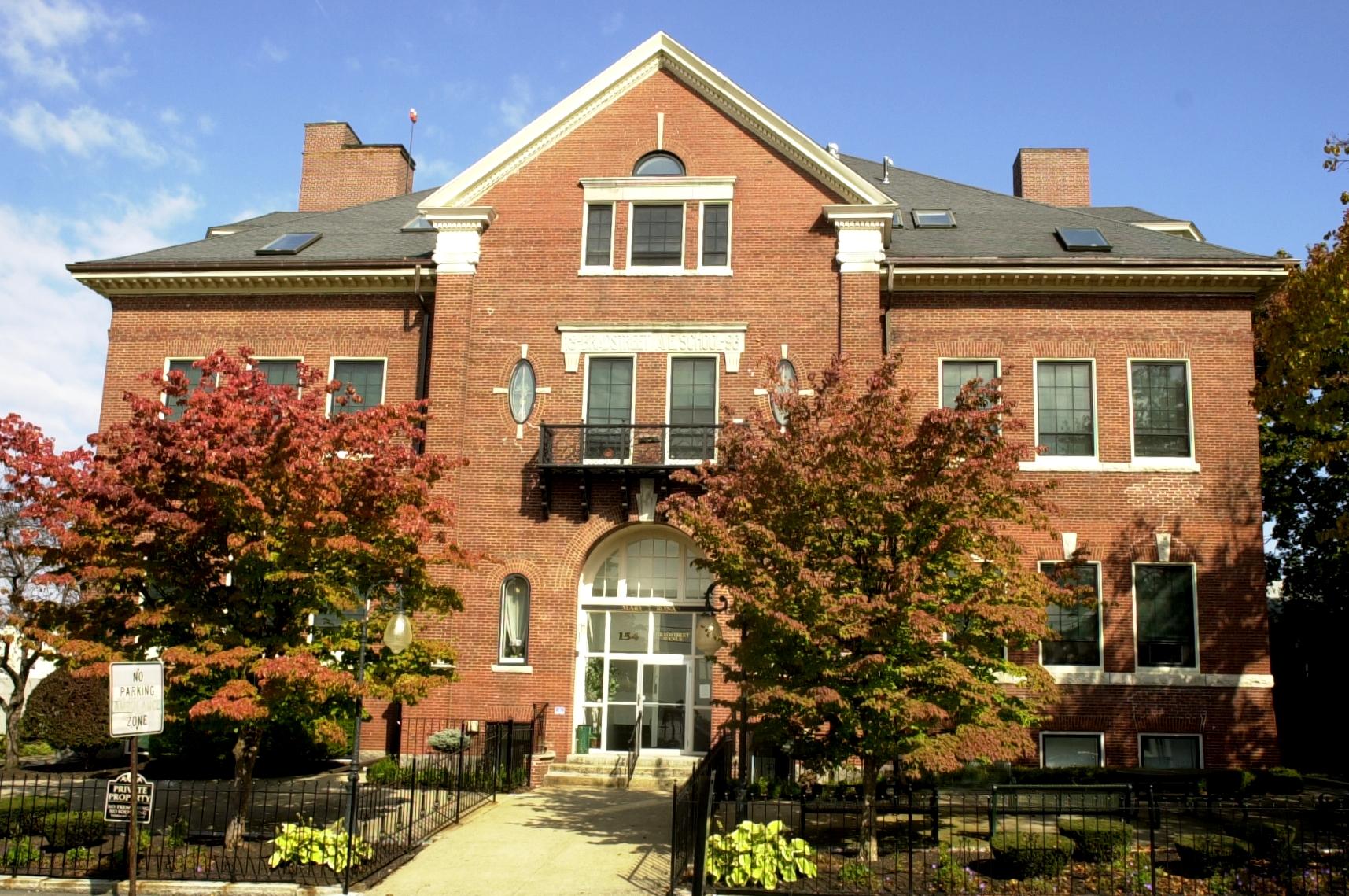
メアリー・T・ローナン学校
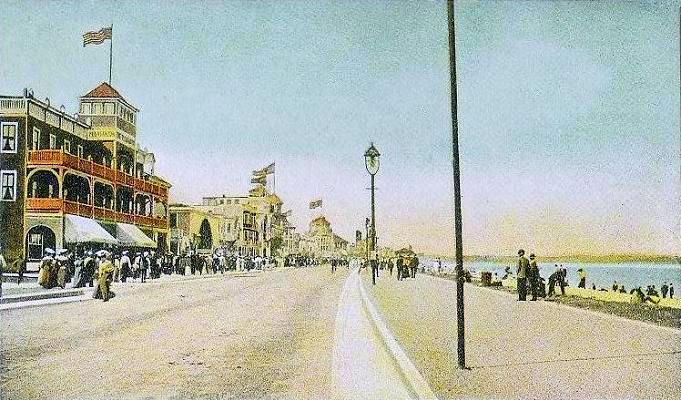
リビアビーチ保護地
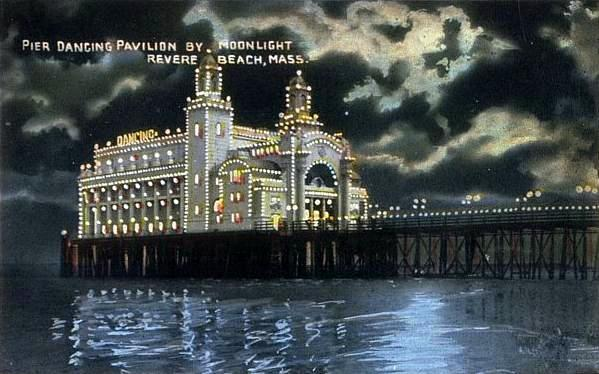
リビアビーチ保護地歴史地区
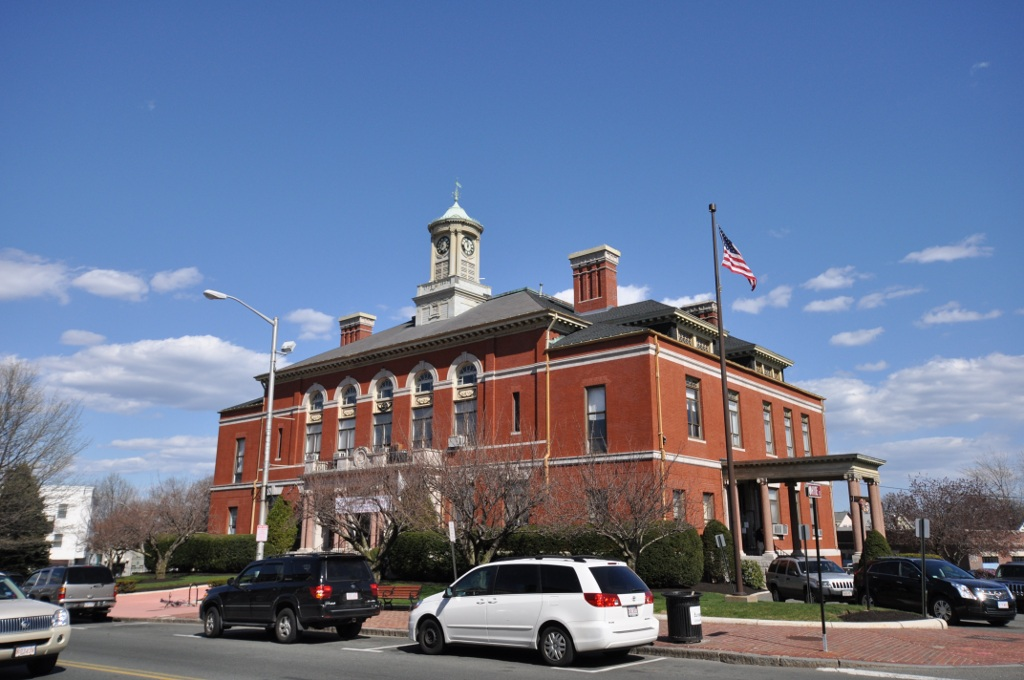
リビア市役所と警察署
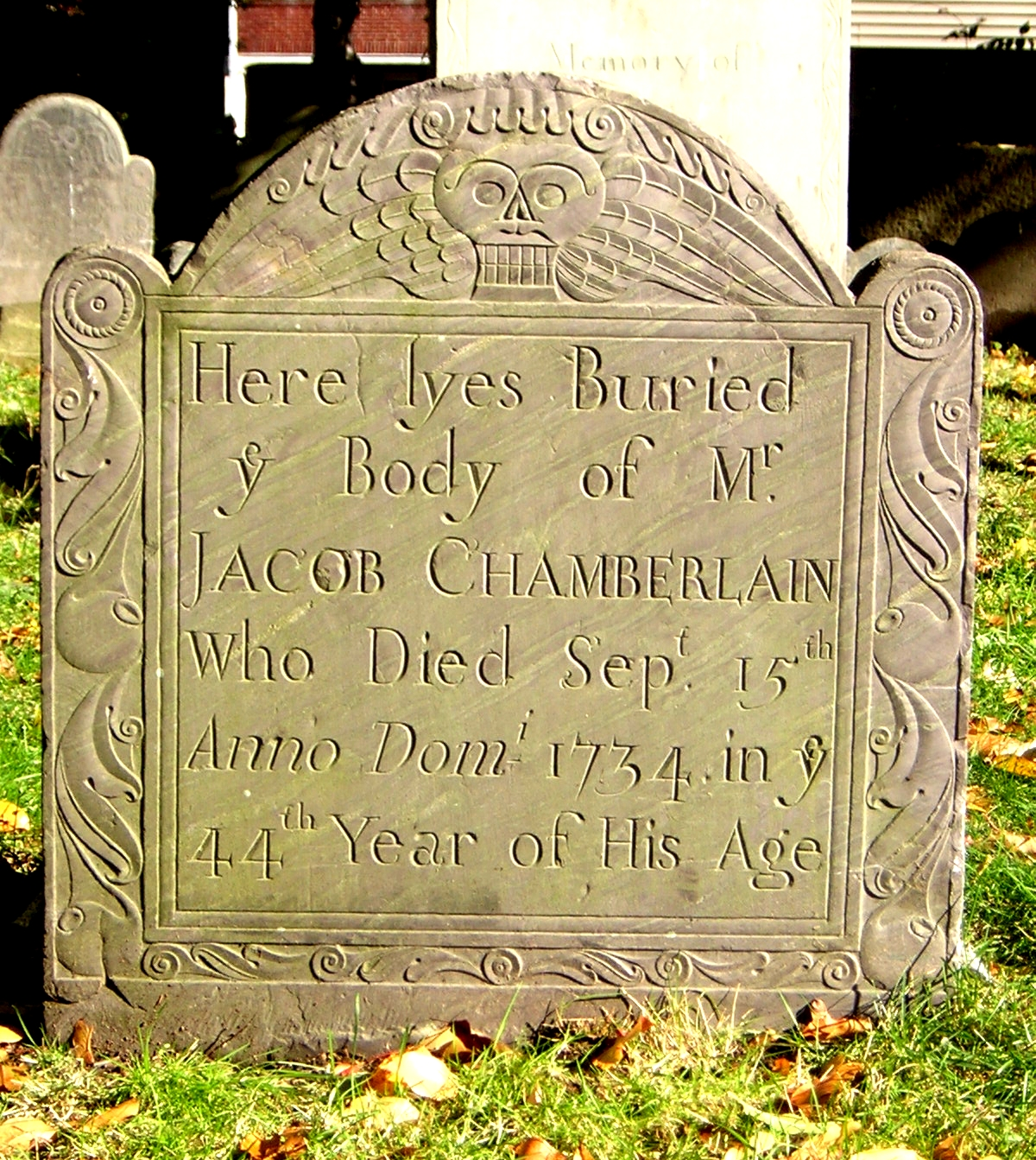
ラムニーマーシュ埋葬地
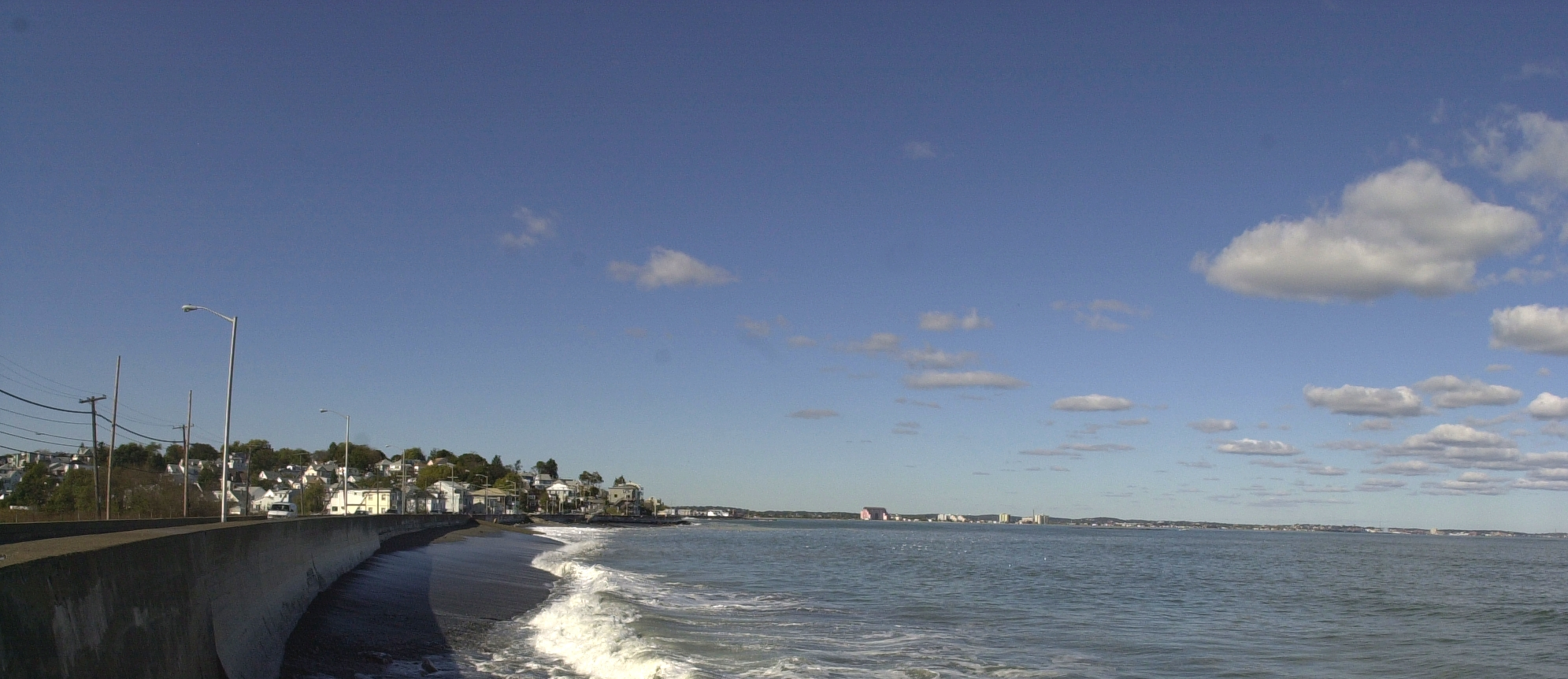
ウィンスロップ・パークウェイ

### ケリーのローストビーフ

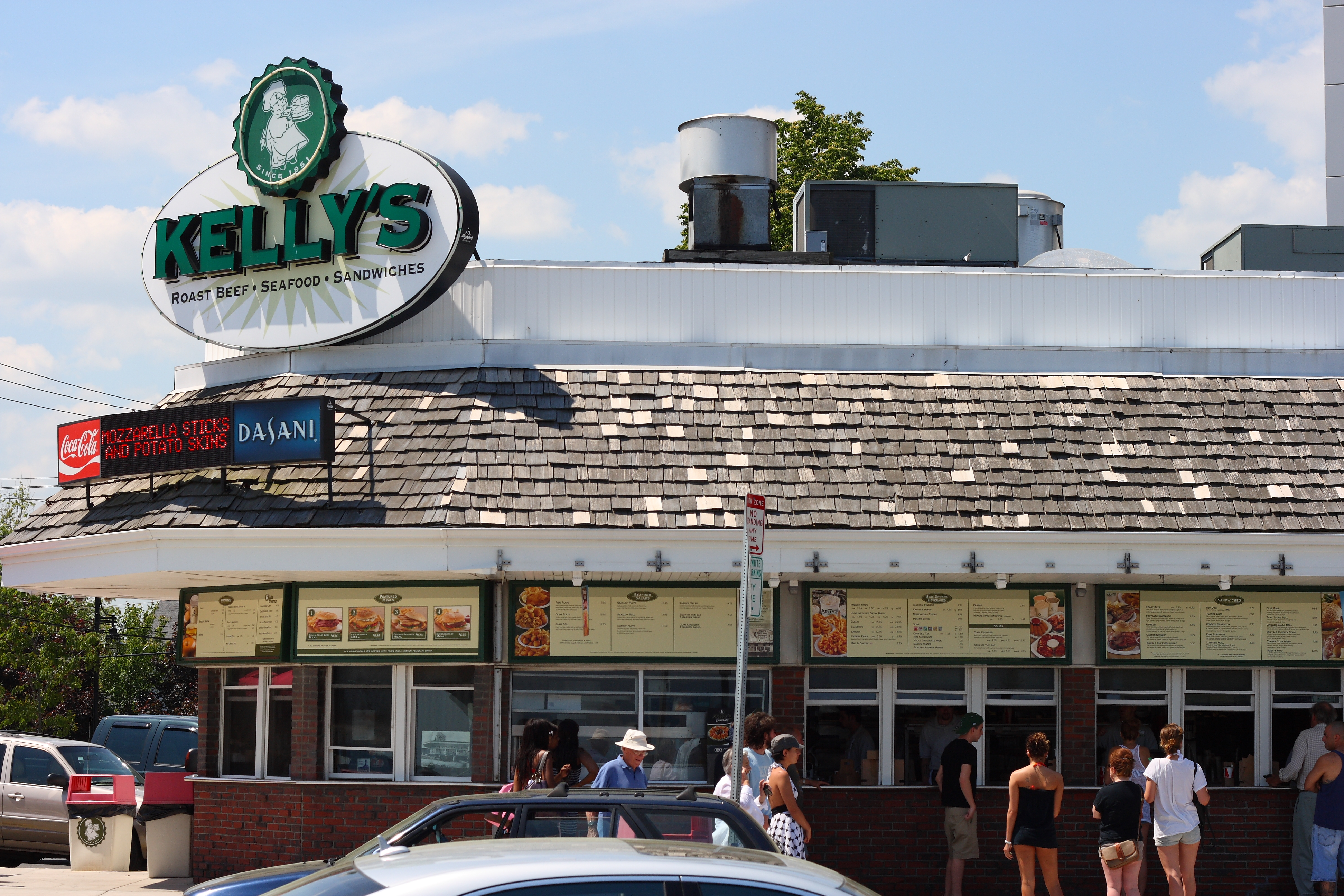
ケリーのローストビーフ、リビアビーチ・ブールバード410

ケリーのローストビーフは1951年にリビアに設立されたファストフード店である。リビアビーチに沿ってある。ケリーは近代的ローストビーフ・サンドイッチを発明したとし、1951年にはそのようなものが無かったと言っている。

### ネッコ
ネッコはアメリカ合衆国でも最古の連続して操業されていたキャンディの会社と見なされており、その名前の元になったネッコ・ウェファース、バレンタインデーに売られるスウィートハーツ、さらにクラークバーやハビランド・シン・ミンツなどのブランドで知られていた。本社はアメリカン・リージョン・ハイウェイ135にあった。

### ワンダランド・グレイハウンド公園
ワンダランド・グレイハウンド公園はグレイハウンドのレース場であり、ウェストウッド・グループが所有している。元ワンダランド・アミューズメントパークがあった場所に建設された。現在の施設は1935年6月12日にオープンし、4月から9月までのレース開催期間100日で361回のレースを行った。1934年マサチューセッツ州議会によってパリミュチュエル方式の売上配分が合法化された。この公園ではその翌年1935年6月から2009年9月までレースを興行してきた。主民投票の結果でグレイハウンド・レースを禁じることとなり、2009年9月18日が最終となった。今後の予定は無い。

## 交通
1838年、イースタン鉄道（後のボストン・アンド・メイン鉄道）が開通し、1875年にはボストン・リビアビーチ・アンド・リン鉄道が開通して、市の人口が急増し始め、海浜は夏のリゾート地としても開発された。10年後の1885年までに人口は3,637人となっており、15年前の3倍だった。1890年には5,688人になっていた。
1871年、イースタン鉄道の「ポートランド急行」がリビア駅に停車していた各停通勤列車の後部に追突するという大列車事故が起こり、マサチューセッツ州の歴史でも最悪の列車事故となった。
マサチューセッツ湾交通局のブルーラインはリビアが終点であり、ワンダランド、リビアビーチ、ビーチモントに停車する。
市内を通る幹線道路には次のものがある。
- アメリカ国道1号線
- マサチューセッツ州道1A号線
- マサチューセッツ州道16号線
- マサチューセッツ州道60号線
- マサチューセッツ州道107号線
- マサチューセッツ州道145号線

## 教育
リビア公立教育学区が市内の公立学校を運営している。高校生はリビア高校あるいはシーコースト学校に入学できる。公立中学校は3校ある。私立で幼稚園前から8年生を教える学校はイーグルハイツ・アカデミーとイマキュレイト・コンセプションである。

## 著名な出身者
- ホレイショ・アルジャー、小説家
- エリザベス・ビショップ、詩人
- ジョン・カザール、俳優
- トニー・コニグリアロ、メジャーリーグベースボール選手、ボストン・レッドソックス他
- グレン・ダンジグ、シンガーソングライター